# Tricopigmentazione
La tricopigmentazione è una tecnica di dermopigmentazione che crea un realistico camouflage di capelli permanente o semipermanente.
La tricopigmentazione è una pratica estetica che ha lo scopo non di curare la calvizie da un punto di vista medico, quanto di prendersene cura da un punto di vista estetico, provvedendo a coprire gli inestetismi dalla perdita dei capelli.

## Tecnica
Agisce attraverso un ago specifico che ricorda quello utilizzato dai tatuatori, tant'è che questo trattamento spesso viene anche chiamato comunemente "tatuaggio capelli".
In realtà nella tricopigmentazione viene utilizzato un ago differente da quello tradizionale da tatuaggio e mediante una tecnica studiata appositamente per la cute del cuoio capelluto si riesce a riprodurre l'effetto dell'apice dei capelli in crescita, creando così l'aspetto di una cute rasata o integrando aree diradate, interponendo il trattamento tra i capelli esistenti.
Esistono tre macro-tipi di effetto estetico che si possono ottenere con la tricopigmentazione: 
- effetto rasato (capello rasato)
- effetto densità (infoltimento capelli)
- copertura cicatrici (camouflage per cicatrici post autotrapianto di capelli)

Sono disponibili due metodiche del trattamento:
- metodo permanente

Il pigmento utilizzato ha un peso molecolare per il quale l'organismo umano non riesce a fagocitarlo, inoltre il deposito del pigmento è più interno e l'ago esercita una pressione maggiore: il pigmento quindi spinto in profondità non subisce pienamente il processo di rinnovo cellulare del tessuto epiteliale, tuttavia è necessaria una seduta di touch-up (ritocco) trascorsi 3/4 anni in media.
- metodo semipermanente

Il pigmento composto è studiato appositamente per essere fagocitato dall'organismo umano e la profondità di inoculazione dello stesso viene stabilita in modo che il turnover cellulare contribuisca ad espellerlo, il mantenimento del trattamento è fissato nella misura di una seduta annuale.
Da considerare che una tricopigmentazione applicata su cicatrici anche con protocollo semipermanente può risultare a lunga durata dato appunto il processo limitato di rinnovo cellulare sulle zone cicatriziali 
Cura Tricopigmentazione: 
Dopo essersi sottoposti al trattamento di Tricopigmentazione è necessario prestare alcune attenzioni atte a preservare non solo il trattamento, ma la corretta cicatrizzazione della cute, stabilite nel periodo minimo di 7 giorni. 
La Tricopigmentazione sottopone la cute dello scalpo ad un piccolo trauma controllato, poiché sono necessari micro-aghi per l'esecuzione del trattamento è opportuno dedicare una corretta igiene utilizzando un detergente a ph3.5 in grado non solo di detergere ma anche di igienizzare e di conseguenza idratare con creme post detersione, è consigliabile non sottoporsi all'esposizione solare e limitare la sudorazione eccessiva, in linea generale il tecnico tricopigmentista alla fine della seduta indicherà al cliente tutte le accortezze necessarie. 
Per un periodo minimo di 7 giorni post seduta di Tricopigmentaizone: 
- Non esporsi al sole
- Non sudare
- Non utilizzare topici a base alcolica
- Non occludere con casco
- Non immergersi in acqua

## Storia
L'origine della tricopigmentazione parte dal Regno Unito fino a diffondersi in tutto il mondo. 
La ricerca da parte dei produttori di pigmenti e aghi ha portato all'elaborazione di prodotti specializzati a seconda delle zone di applicazione e nel caso specifico della tricopigmentazione dal 2001 l'obiettivo è quello di realizzare trattamenti che rispecchino verosimilmente la tonalità dei capelli rasati, che hanno tendenza al colore bruno-grigio distinguibile sia per chi ha i capelli castani - castano chiaro - biondo scuro. Bisogna inoltre garantire un viraggio minimo di colore e un'espansione estremamente controllata del deposito in modo che anche nel tempo il trattamento risulti naturale.